# Catalina Mayoral Arroyo
Pour les articles homonymes, voir Mayoral (homonymie) et Arroyo.
Catalina Mayoral Arroyo, née le 9 novembre 1901 à Madrid et morte à Barcelone le 30 janvier 1993, est une sage-femme et infirmière républicaine espagnole, victime de la dictature franquiste. 

## Biographie
Catalina Mayoral Arroyo naît le 9 novembre 1901 à Madrid.
Elle est étudiante de l'université centrale de Madrid dans les années 1920 (1923-1925), dans le programme de sage-femme, alors exclusivement féminin.
Sous la République, elle est fonctionnaire du corps des prisons, d'abord à Valence puis à Madrid, où, en novembre 1933, elle prend en charge le premier accouchement qui se produit à la prison pour femmes de Ventas, une heure après l'inauguration de l'établissement par Victoria Kent. Ce fait est immortalisé par le photographe Alfonso Sánchez García dans le journal Mundo Gráfico. 

### Répression franquiste
Après la guerre d'Espagne (1936-1939), en tant que militante du Parti communiste espagnol (PCE) et du syndicat UGT, elle est une victime de la répression franquiste. En effet, à l'arrivée au pouvoir par la force des nationalistes en 1939, une importante répression est organisée par les franquistes. Les sages-femmes sont particulièrement visées : par leurs connaissances sur l'anatomie féminine et le contrôle du corps féminin, elles sont suspectées de promouvoir la contraception et l'avortement. Catalina Mayoral est arrêtée dans ce contexte, avec plusieurs circonstances aggravantes : elle est membre du parti communiste, affiliée au syndicat UGT, elle est proche de la femme politique Dolores Ibárruri (La Pasionaria) et du ministre de la Santé Jesús Hernández Tomás.
Le 19 décembre 1939, elle est condamnée à 12 ans de réclusion. Elle est incarcérée dans son ancien lieu de travail sous la République, la prison de Ventas de Madrid, avec d'autres sages-femmes et infirmières, notamment Purificación de la Aldea et Trinidad Gallego Prieto, avec lesquelles elle tente d'améliorer la condition des autres prisonnières.
Déchue de ses droits civiques et professionnels par le régime franquiste à sa libération, elle meurt le 30 janvier 1993 à Barcelone, en Catalogne.